# Tổ Canh
Tổ Canh (chữ Hán: 祖庚, trị vì: 1265 TCN – 1259 TCN), tên thật Tử Diệu (子曜), là vua thứ 23 nhà Thương trong lịch sử Trung Quốc.

## Thân thế
Tổ Canh là con của Vũ Đinh (武丁) - vua thứ 22 nhà Thương Khoảng năm 1266 TCN, Vũ Đinh qua đời, Tổ Canh lên nối ngôi.

## Trị vì
Tổ Canh noi theo gương của vua cha Vũ Đinh, tôn miếu hiệu cho cha là Cao Tông. Đại thần Tổ Kỷ soạn những bài "Cao Tông đồng nhật" và "Cao Tông chi huấn", ghi lại những lời dạy của Vũ Đinh.
Vào năm thứ 12 sau khi lên ngôi, ông phái quân tấn công người Tây Lệ (西戎) ở phía tây cho đến khi mùa đông đến. Năm thứ 13, Tây Lệ phái sứ giả đến Thương và trong cùng năm đó ông đã ra lệnh chư hầu của Mân (邠) thiết lập quân đội tại Cam (绀).
Năm thứ 24, ông cho dùng lại các hình phạt được sử dụng bởi Thành Thang để dẹp yên một cuộc nổi loạn.
Vào năm thứ 27, ông đặt tên cho hai người con trai sinh đôi của ông là hoàng tử Tử Ngao (子嚣) và Tử Lương (子良).
Khoảng năm 1259 TCN, ông qua đời, ở ngôi tất cả bảy năm. Em ông là Tổ Giáp (祖甲) lên nối ngôi
Hạ Thương Chu đoạn đại công trình - dự án nghiên cứu của các sử gia hiện đại Trung Quốc - xác định thời gian trị vì của ông bắt đầu từ năm 1191 TCN, tức là muộn hơn số kể trên khoảng 74 năm.
Giáp cốt văn khai quật tại Ân Khư ghi ông là vua thứ 22 của nhà Thương .